# Udruženje književnika Srbije
Udruženje književnika Srbije je organizacija koja okuplja profesionalne književnike u Srbiji. Osnovano je 26. svibnja 1905. pod imenom Srpsko književno društvo u Beogradu.
Široj javnosti su postali poznati krajem 1980-ih kada su se u njegovom službenom listu Književnim novinama objavljivali članci u kojima se žestoko kritizirao tadašnji jugoslavenski komunistički režim, ali i iskazivalo nezadovoljstvo položajem Srba u SFRJ, zbog čega je UKS, zajedno sa SANU dobilo kontroverznu reputaciju predvodnika velikosrpskog nacionalizma.

## Vanjske poveznice
- Službena stranica  Arhivirana inačica izvorne stranice od 22. siječnja 2012. (Wayback Machine)